# Barnet Football Club
Barnet Football Club é uma equipe inglesa de futebol sediada em Barnet, no subúrbio de Londres.
Entre 1907 e 2013 o clube jogou no Underhill Stadium (utilizado também para jogos da equipe reserva do Arsenal), com capacidade para 6.023 pessoas. A partir da temporada 2013–14, o clube mudou-se para o The Hive Stadium, situado em Canons Park, no bairro londrino de Harrow. Suas cores são laranja e preto (uniforme titular) e branco e roxo (uniforme reserva). Atualmente disputa a National League que equivale à 5ª divisão do futebol inglês.
Fundada em 1888, a equipe, chamada pela torcida de "The Bees" (As abelhas), tem como presidente Anthony Kleanthous. Em 11 de outubro de 2012, ganhou as manchetes na Inglaterra ao anunciar a contratação do holandês Edgar Davids (ex-Barcelona, Ajax, Juventus e Seleção Neerlandesa). Ele fez as  funções de jogador e treinador do clube ao mesmo tempo, juntamente com Mark Robson.

## Uniformes

### Uniformes atuais
| Primeiro Uniforme | Segundo Uniforme | Terceiro Uniforme | Quarto Uniforme |

## Elenco atual
25 de fevereiro de 2022
Legenda
- : Capitão
- : Jogador lesionado/contundido

## Títulos

### Liga
- Conference National: 4

1990–91, 2004–05, 2014–15, 2024-25
- FA Amateur Cup: 1

1945-46